# Јуриј Шикунов
Јуриј Иванович Шикунов (рус. Юрий Иванович Шикунов; 8. децембар 1939 — 15. март 2021) био је руски и совјетски фудбалер и тренер. Мајстор спорта СССР-а (1960), заслужни тренер Русије−РСФСР (1990).

## Биографија
Рођен и одрастао у Таганрогу. Похађао је средњу школу број 9. Шикунова је приметио познати фудбалер Владимир Кутушев. Године 1950. позван је у Таганрог Авангард, а после неколико мечева прешао је у Торпедо. Војску је служио у СКА Ростов, где је играо 9 сезона и завршио каријеру 1968. у Ростселмашу због бројних проблема са повредом колена.
Био је у саставу репрезентације Совјетског Савеза на Европском фудбалском првенству 1964. године, са екипом је освојио сребрну медаљу, али није играо. Занимљиво да није забележио ниједан званични наступ за репрезентацију.
Четири године је радио као тренер у Немачкој, а као шеф стручног штаба СКА 1983-1984. Затим је тренирао тимове глувонемих фудбалера – репрезентације Русије и фудбалера Ростова. Од 1991. до 1995. радио је као тренер у Ростселмашу, а 1997. као главни тренер у Шахтјор Шахтију.
Син Александар је такође играо за СКА и Ростселмаш, радио је као функционер у неколико тимова, укључујући московски Спартак 2000-2004.
Преминуо је 15. марта 2021. године.

## Успеси

### Репрезентација
СССР
- Европско првенство друго место: Шпанија 1964.